# Sinopoda stellatops
Sinopoda stellatops là một loài nhện trong họ Sparassidae. S. stellatops được miêu tả năm 2002 bởi Peter Jäger & Ono.